# Vulcano (gruppo musicale)
I Vulcano sono una band metal brasiliana. Fondata nel 1981, è una delle prime band heavy metal brasiliane di rilievo;  con riferimento alla loro influenza sulla scena black metal latinoamericana, la rivista Terrorizer ha riferito che "molti credono che i Vulcano non abbiano dato il via alla blasfemia musicale solo in Brasile, ma in tutta l'America Latina". I Vulcano sono noti per aver influenzato musicalmente i Sepultura.

## Storia
I Vulcano sono stati fondati nel 1981 a Santos, São Paulo, Brasile da Zhema Paul Magrão e Carli Cooper. A causa del periodo della loro formazione, i Vulcano sono considerati una delle prime band della scena metal estrema brasiliana e latinoamericana. Tuttavia, a differenza dello sviluppo delle varie realtà del metal estremo in Europa e negli Stati Uniti, la scena metal estrema brasiliana non si è sviluppata da una scena metal esistente, quindi i musicisti delle prime band come i Vulcano hanno dovuto costruire una sorta di rete per promuovere e supportare i loro spettacoli live da zero. Era anche difficile acquisire attrezzature dalle prestazioni standard.
Il primo disco della band Om Pushne Namah, è stato pubblicato nel 1983, ed è diverso dalla maggior parte dei prodotti del primo metal estremo in quanto i testi sono stati cantati in portoghese e non in inglese. L'uscita di questo album segna anche la dipartita di Jose Piloni (batteria) dalla band. In questo primo periodo era molto difficile assicurarsi esibizioni dal vivo, e la band doveva autoprodurre i propri spettacoli: la promozione si limitava ad incollare poster, ma i Vulcano perseverarono e nel 1984 pubblicarono il demo Devil on My Roof.
I Vulcano hanno pubblicato un album dal vivo, Live!, nel 1985 per ottenere visibilità a un pubblico più ampio al di fuori della loro città natale di Santos. Live! è stato registrato ad agosto nella città di Americana, senza alcun missaggio, e con una formazione composta da Zhema (basso), Soto Junior (chitarra), Zé Flávio (chitarra), Lauder Piloni (batteria) e Angel (voce). Questo è servito come preparazione per i Vulcano per registrare nel 1986 Bloody Vengeance, il loro primo album in studio. Negli anni successivi la band pubblicò Anthropophagy (1987) e Who Are the True? (1988). Durante questo periodo, i Vulcano hanno avuto accesso a una produzione sempre migliore grazie ad una graduale crescita della scena metal in Brasile. Tuttavia, dopo aver pubblicato il loro quinto album Rat Race nel 1990, i Vulcano hanno smesso di pubblicare nuovi album per diversi anni. In questo periodo di riflessione fecero ancora qualche live, ma l'unica uscita ufficiale della band fu una compilation della Cogumelo Records del 2000 con una riedizione del brano "Bloody Vengeance".
Nel dicembre 2001 i Vulcano vengono colti di sorpresa dalla scomparsa di Soto Jr. (chitarra), morto a causa della pressione alta. Nel 2004 i Vulcano creano la propria etichetta Renegados Records e tornano in scena con un nuovo album intitolato Tales from the Black Book con Zhema (basso), Angel (voce), Arthur Von Barbarian (batteria), Andre Martins (chitarra) e Claudio Passamani (chitarra). Nel 2006 i Vulcano hanno pubblicato due nuove canzoni in un vinile-split intitolato Thunder Metal con gli svedesi Nifelheim. Lo split include le canzoni "The Evil Always Return" e "Suffered Souls". Nel 2009, i Vulcano hanno pubblicato un altro album, Five Skulls and One Chalice.
Nel 2010, Angel ha lasciato di nuovo la band. Al suo posto, i Vulcano hanno reclutato Luiz Carlos Louzada (Hierarchical Punishment, Chemical Disaster) per assisterli al primo tour della band in Europa, il cosiddetto Bloody Vengeance Tour in Europe 2010, che ha attraversato 14 paesi, per un totale di 18 spettacoli.
Nel 2011, la band ha invitato Arthur Von Barbarian a tornare nell'ensemble e registrare l'album Drowning in Blood, pubblicato a settembre tramite la Renegados Records.
Nel 2013, hanno pubblicato The Man The Key The Beast e hanno fatto il loro terzo tour europeo insieme ai Nifelheim nel tour Thunder Metal seguito da un tour brasiliano e assestato la loro line up con Zhema (chitarra), Luiz Louzada (voce), Arthur Von Barbarian e Ivan Pellicciotti The Darkest (basso, e tra l'altro produttore dei Vulcano dal 2005).

## Formazione
- Zhema Rodero – chitarra (1981-oggi)
- Arthur Von Barbarian – batteria (1987-oggi)
- Luiz Carlos – voce (1997-1999, 2010-oggi)
- Ivan Pellicciotti The Darkest – basso (2013-oggi)

## Discografia

### Album in studio
- Bloody Vengeance (1986)
- Anthropophagy (1987)
- Who Are the True? (1988)
- Ratrace (1990)
- Tales from the Black Book (2004)
- Five Skulls and One Chalice (2009)
- Drowning in Blood (2011)
- The Man the Key the Beast (2013)
- Wholly Wicked (2014)
- XIV (2016)
- Eye in Hell (2020)

### Album dal vivo
- Live! (1985)
- Live II! Stockholm Stormed (2014)
- Live III - From Headbangers to Headbangers (2018)

### EP
- Om Pushne Namah (1983)
- Devil on My Roof (1984)